# Ernst I. (Sachsen-Coburg und Gotha)

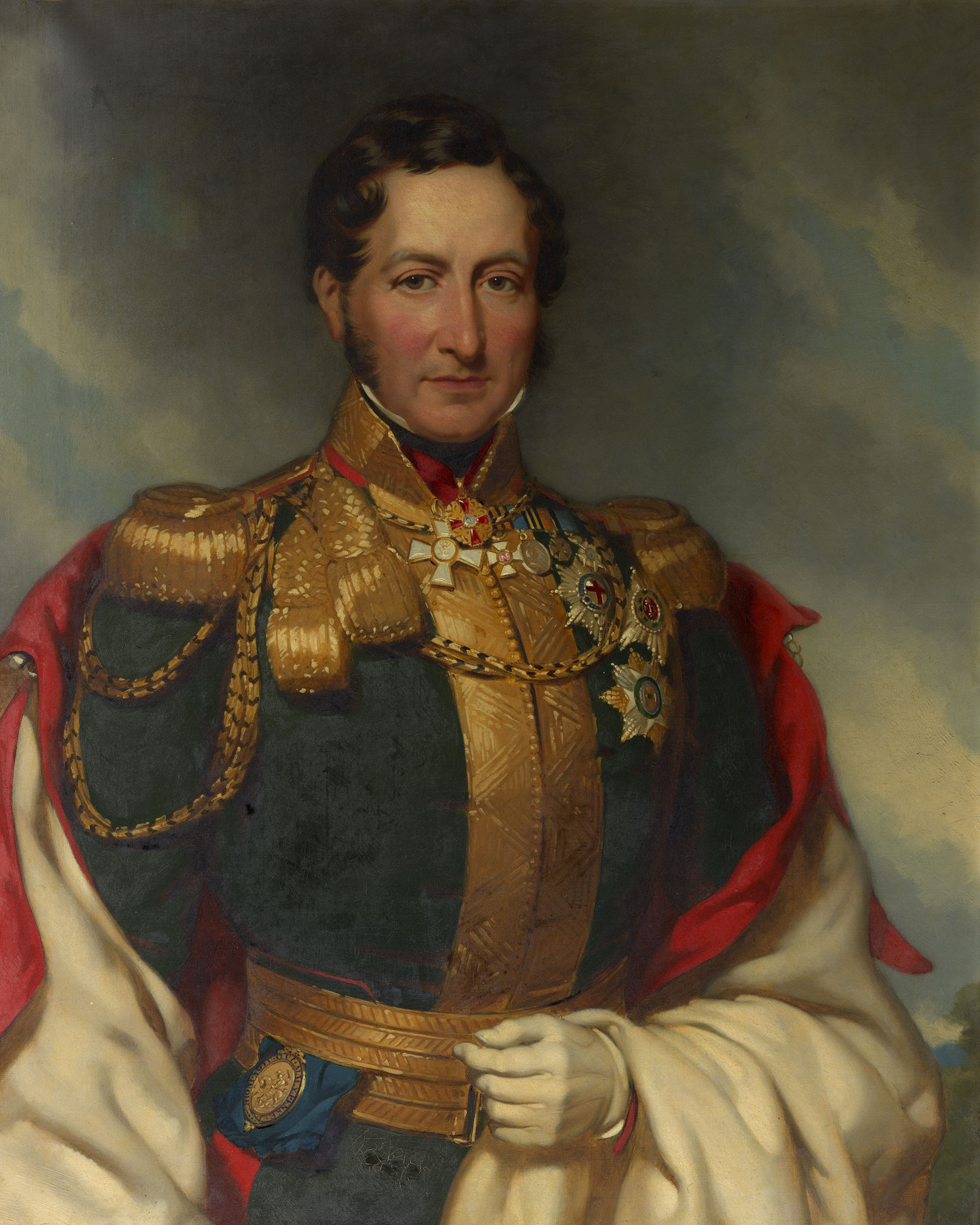
Herzog Ernst I. von Sachsen-Coburg und Gotha, Öl auf Leinwand, Schloss Callenberg, Coburg

Ernst I. Anton Carl Ludwig von Sachsen-Coburg-Gotha (* 2. Januar 1784 in Coburg; † 29. Januar 1844 in Gotha) war ab 1806 Herzog von Sachsen-Coburg-Saalfeld. Als erster Herzog des neu geschaffenen Doppelherzogtums Sachsen-Coburg und Gotha war er 1826 Begründer des gleichnamigen Fürstenhauses. Ernst I. war preußischer General und der Vater des britischen Prinzgemahls Albert.

## Leben

### Herkunft und Jugend

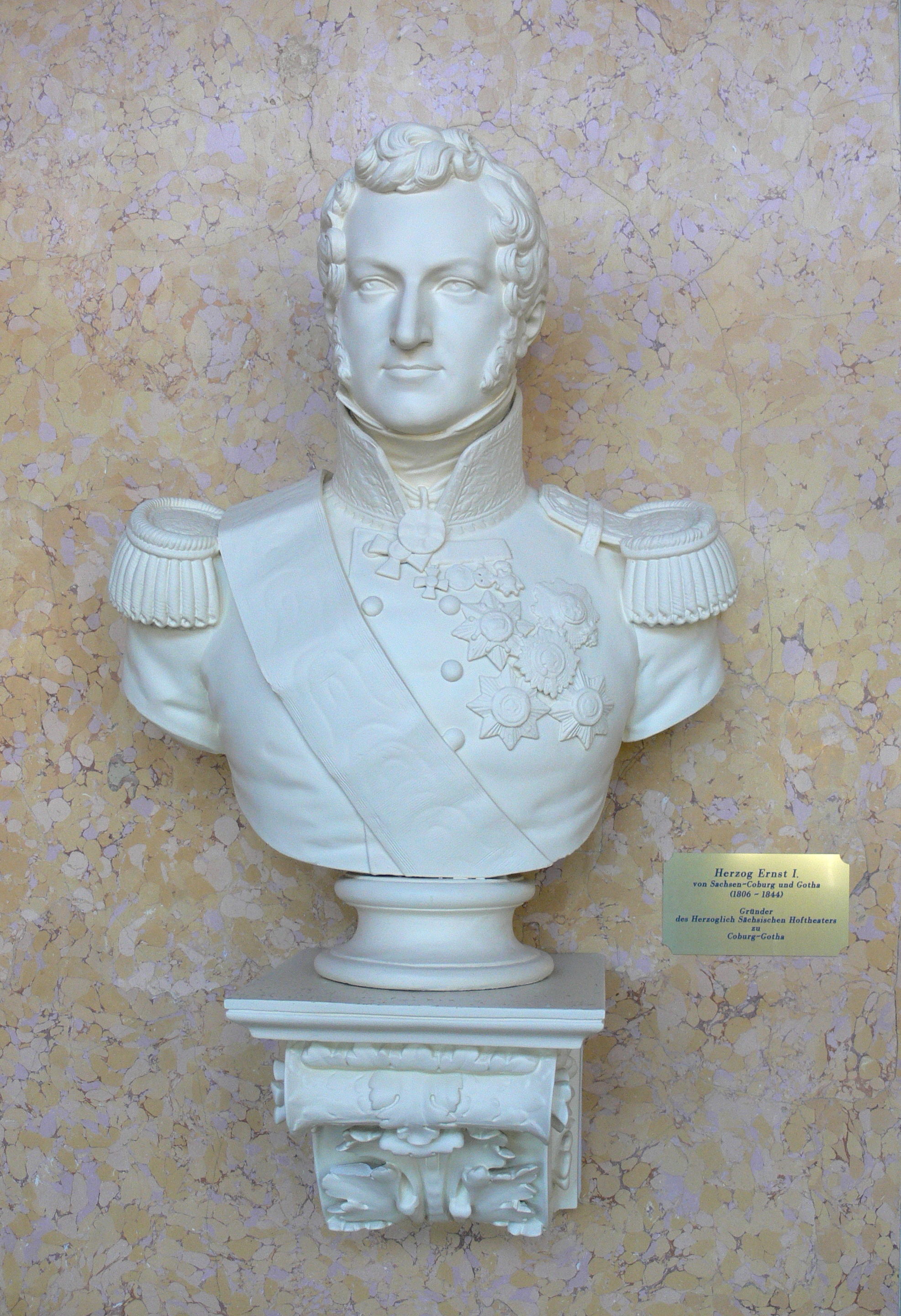
Büste Herzogs Ernst I. im Landestheater Coburg

Ernst war der älteste Sohn des Herzogs Franz von Sachsen-Coburg-Saalfeld (1750–1806) aus dessen Ehe mit Auguste (1757–1831), Tochter des Grafen Heinrich XXIV. Reuß zu Ebersdorf. Sein jüngerer Bruder Leopold wurde 1831 König der Belgier, seine Schwester Juliane war russische Großfürstin und seine Schwester Victoire war die Mutter der britischen Königin Victoria.
Er wurde am 10. Mai 1803 frühzeitig für volljährig erklärt, weil sein Vater im Frühjahr 1803 schwer erkrankte und er sich an der Regierungsarbeit beteiligen musste. Durch die Verbindungen seiner Schwester wurde er von Zarin Katharina II. und Zar Paul I. zum Obersten in russischen Regimentern ernannt. Zar Alexander I. ernannte ihn 1801 zum General der Garde zu Pferde. Ernst nahm an der Schlacht bei Jena und Auerstedt teil und begleitete danach König Friedrich Wilhelm III. von Preußen bis ins Hauptquartier nach Graudenz.

### Herzog von Sachsen-Coburg-Saalfeld
Als der Vater 1806 starb, folgte er am 9. Dezember in der Herzogswürde, konnte die Regierung aber zunächst nicht antreten, da das Land von napoleonischen Truppen besetzt war und unter französischer Verwaltung stand. Erst durch den Frieden von Tilsit 1807 wurde Sachsen-Coburg-Saalfeld, das zunächst aufgelöst werden sollte, auf russischen Druck des Schwagers des Herzogs, Zar Alexander, zum Herzogtum erhoben und zurückgegeben.

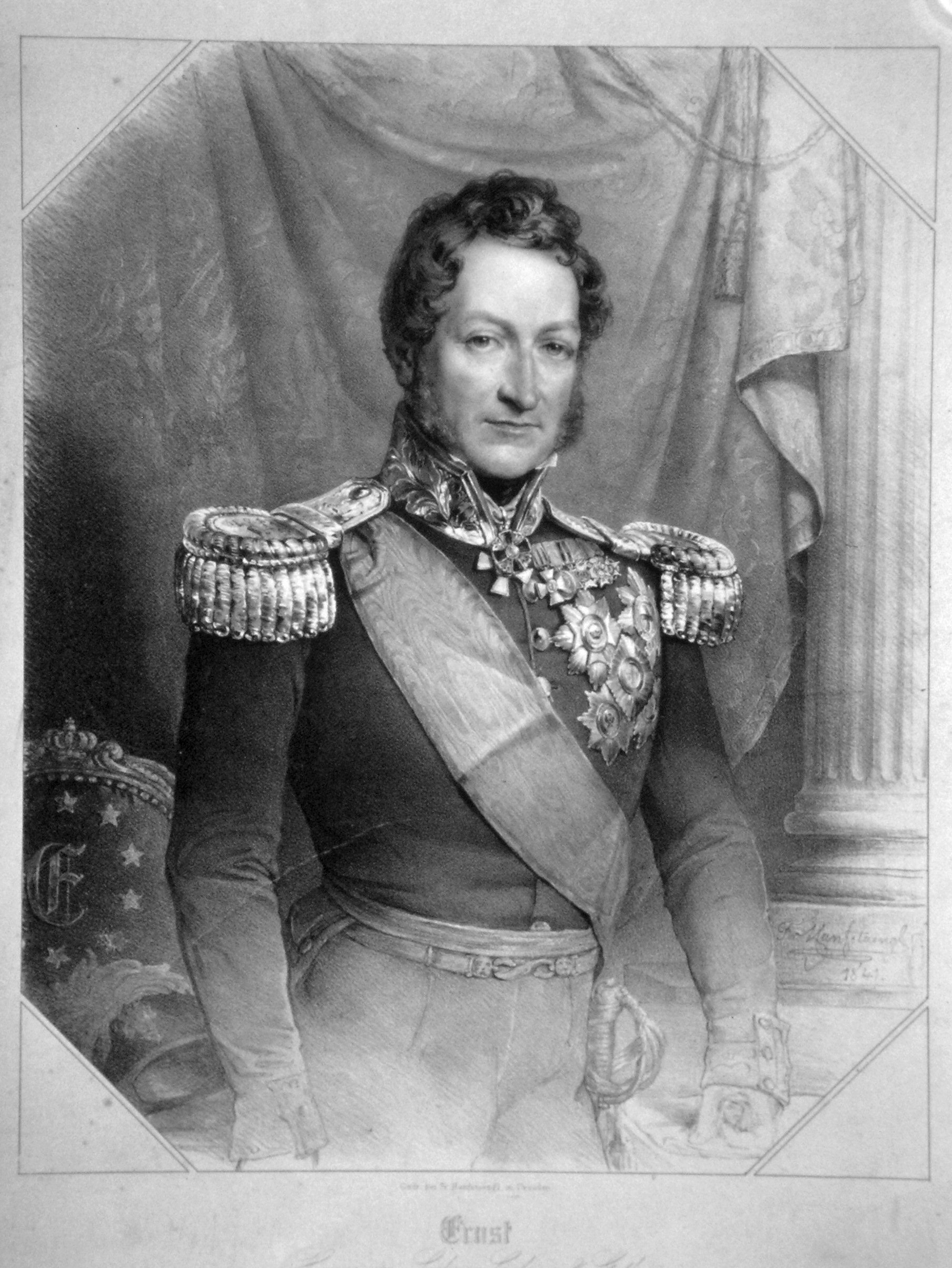
Lithographie von Franz Hanfstaengl, 1841

Im Jahr 1808 setzte er den Minister seines Vaters, Theodor von Kretschmann, ab und ließ ihn unter Anklage stellen.
Herzog Ernst kämpfte als preußischer General 1813 in den Schlachten bei Lützen und Leipzig und zog als Befehlshaber des 5. deutschen Armeekorps 1814 in die französische Festung Mainz ein. Nach der Niederlage Napoleons bei Waterloo wurde ihm zum Dank in der Schlussakte des Wiener Kongresses, an dem er persönlich teilnahm, am 9. Juni 1815 ein Gebiet von 8,25 Quadratmeilen mit 25.000 Einwohnern um die Hauptstadt St. Wendel zuerkannt, das 1819 den Namen Fürstentum Lichtenberg erhielt und das er 1834 für 2 Millionen Taler an Preußen verkaufte. Den Erlös verwendete er vor allem für den Erwerb von Schloss und Herrschaft Greinburg an der Donau und von weiteren Gütern in Tirol, Posen und Niederösterreich. Außerdem erwarb er 1836 die Domänen Wandersleben, 1837 Thal und 1838 Mechterstädt sowie das Schloss Sternberg.
Nach dem napoleonischen Krieg bemühte sich Ernst I. um den Wiederaufbau des Herzogtums. Am 1. August 1821 gab er dem Land eine neue Verfassung im Rahmen einer verschleierten Verfassungsvereinbarung. Er förderte Wissenschaft und Künste, so veranlasste er den gleichzeitigen Neubau des Hoftheaters Gotha und des Hoftheaters Coburg (beide 1840 eingeweiht). Architekturgeschichtlich bedeutend ist seine umfassende Neigung für den neugotischen Baustil. Die Umbauten der Schlösser Rosenau, Ehrenburg, Callenberg und Reinhardsbrunn gehören in Deutschland zu den frühesten Profanbauten der romantischen Neugotik, jeweils eingebettet in weitläufige Landschaftsparks englischen Stils.

### Herzog von Sachsen-Coburg und Gotha
Nach dem Aussterben des Hauses Sachsen-Gotha-Altenburg mit Herzog Friedrich IV. 1825 wurde im Präliminarvertrag zu Liebenstein am 11. August 1826 die notwendig gewordenen Neuordnung der Ernestinischen Herzogtümer beschlossen. Bei der Teilung des Landes mit den Herzögen Bernhard II. von Meiningen und Friedrich von Hildburghausen erhielt Ernst das Herzogtum Gotha mit den Ämtern Gotha, Ichtershausen, Tenneberg, Georgenthal, Tonna, Liebenstein, Zella, Volkenroda und den Kanzleibezirk Ohrdruf. Er regierte nun unter dem Namen Ernst I. die beiden Länder in Personalunion.

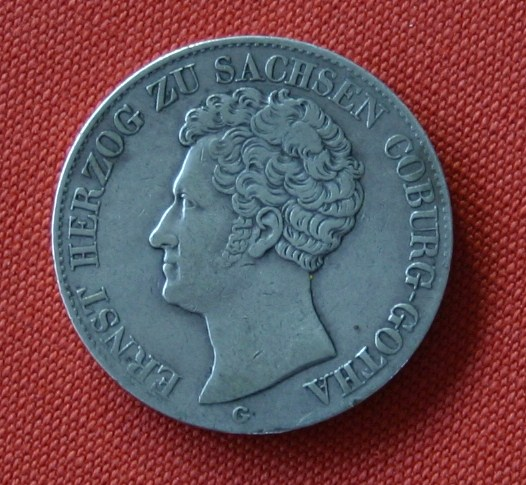
Taler aus dem Jahr 1842

Als oberste Verwaltungsbehörde seines neuen Landes gründete er das coburg-gothaische Staatsministerium und ordnete die Landesverwaltung neu. Er förderte Ackerbau, Handel, Infrastruktur und Gewerbe und schloss mit seinen Nachbarn Handelsverträge.
In der unter Ernst 1828 errichteten „Neuen Münze“ zur Fortsetzung des Münzbetriebes in Gotha wurden alle Nominale des Herzogtums Sachsen-Coburg und Gotha nach der Münzkonvention von 1753/63 geprägt. Nach nur zehnjähriger Betriebszeit ließ der Herzog die Münze aus wirtschaftlichen Gründen schließen und den Geldbedarf als Auftragsprägung decken.
Herzog Ernst I. starb am 29. Januar 1844 auf Schloss Friedenstein in Gotha und wurde in der Gruft der Coburger Stadtkirche St. Moriz beigesetzt. 1860 folgte die Überführung in das Herzogliche Mausoleum auf dem Glockenberg.
1859 wurde in Gotha die aus der Vereinigung von Gymnasium illustre und Herzoglichem Realgymnasium hervorgegangene Bildungseinrichtung zu Ehren des Verstorbenen Gymnasium Ernestinum benannt.

## Ehen und Nachkommen
Ernst heiratete in erster Ehe am 31. Juli 1817 in Gotha Luise (1800–1831), Tochter des Herzogs August von Sachsen-Gotha-Altenburg. Diese Ehe wurde aus politischen Erwägungen angebahnt – Luise war die einzige Erbin des Hauses Sachsen-Gotha-Altenburg. Nach einigen Jahren war die Ehe durch beiderseitigen Ehebruch zerrüttet und wurde am 31. März 1826 geschieden. Aus der Ehe mit Herzogin Luise gingen zwei Söhne hervor:
- Ernst II. (1818–1893), Herzog von Sachsen-Coburg und Gotha, ⚭ 1842 Prinzessin Alexandrine von Baden (1820–1904);
- Albert (1819–1861), ⚭ 1840 Königin Victoria von Großbritannien und Irland (1819–1901).

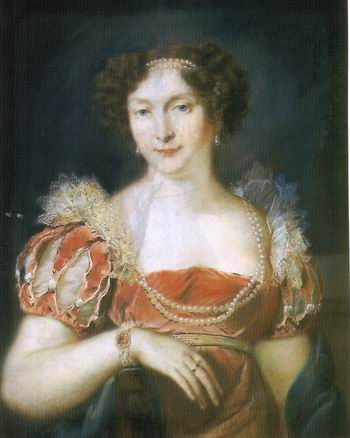
Prinzessin Marie von Württemberg, spätere Herzogin von Sachsen-Coburg und Gotha, Pastell, Schloss Callenberg, Coburg

In einer zweiten Ehe heiratete Ernst am 23. Dezember 1832 in Coburg Marie (1799–1860), Tochter des Herzogs Alexander Friedrich Karl von Württemberg. Diese Ehe mit seiner Nichte blieb kinderlos.
Aus drei außerehelichen Beziehungen hatte er vier Kinder:
- Mit der Theaterstatistin und Chorsängerin Henriette Adelaide, genannt Pauline Panam (1789–1840), hatte er den Sohn Ernst August Belmont (1809–1832), ab 1830 Ritter von Hallenberg.
- Mit Sophie Fermepin de Marteaux (1797–1885) hatte er eine Tochter, Berta von Schauenstein (1817–1896), die Eduard Edgar Schmidt-Löwe (1808–1892), einen unehelichen Sohn von Juliane von Sachsen-Coburg-Saalfeld, heiratete.
- Mit der Bettenmeisterin Margaretha Braun hatte er die Zwillingssöhne Ernst Albrecht Bruno und Robert Ferdinand von Bruneck (* 1838), beide ab 1856 Freiherren von Bruneck.